# Batalla de Sluys (1603)
Para la batalla de 1340, véase Batalla de Sluys.
La batalla de Sluys de 1603 fue un combate naval ocurrido frente a la ciudad de Sluys (Esclusa en español) en el que la flota de las Provincias Unidas de los Países Bajos derrotó a la flota española bajo el mando de Federico Spínola, quien resultó muerto en el encuentro.
En abril de 1604 las fuerzas holandesas de Mauricio de Nassau pusieron asedio a la ciudad de La Esclusa durante cuatro meses. Ambrosio Spínola, por aquel entonces entregado al asedio de Ostende, intentó acudir en socorro de la ciudad, pero no pudo evitar que la tomase el ejército holandés.